# 12845 Crick
12845 Crick este un asteroid din centura principală de asteroizi.

## Descriere
12845 Crick este un asteroid din centura principală de asteroizi. A fost descoperit pe 3 mai 1997 la Observatorul La Silla de Eric Walter Elst. El prezintă o orbită caracterizată de o semiaxă mare de 2,80 ua, o excentricitate de 0,02 și o înclinație de 3,0° în raport cu ecliptica.